# Моделі ядра
Ядерні моделі — це підходи до наближеного опису ядер атомів як об'єктів із відомими властивостями. 
На початок XXI сторіччя досконалої моделі ядра не було розроблено, кожна з наявних моделей описує лише частину властивостей ядра і має обмежену область застосування.
Ядерні моделі класифікують у три групи: 
- Моделі незалежних частинок (англ. independent-particle models) або одночастикові, в яких припускається що частинки ядра не взаємодіють між собою й рухаються незалежно. До них належать модель Фермі-газу, оболонкова модель та їхні варіації, зокрема, статистична (термодинамічна) модель.
- Моделі з сильною взаємодією нуклонів (англ. strong-interaction) або колективні, де головним припущенням є те, що протони й нейтрони зв'язані сильною взаємодією. Прикладом моделі з цієї групи є краплинна модель ядра та її модифікації (модель п'ятивимірного гармонійного осцилятора, модель аксіально-симетричного ротатора).
- Узагальнені моделі, які поєднують особливості двох попередніх. Аналогією таких моделей є двофазна система — згусток рідини (або тверде тіло, здатне до деформації), що перебуває в динамічній рівновазі із газом нуклонів.

## Зноски
1. ↑  Мінцер, Потяженко та Невойт, 2021, с. 119.
2. ↑  Б.С. Ишханов, И.М. Капитонов, В.Н. Орлин (1997). Модели атомных ядер. Ядерная физика в Интернете (Web-версия учебного пособия)  (рос.). Публикацию подготовил Э.Кэбин. М.: Изд-во Московского университета. 1. Введение. Архів оригіналу за 24 січня 2020. Процитовано 11 липня 2024.
3. ↑  Лебедь, Мислінчук та Дейнека, 2015, с. 117.
4. ↑  Nuclear model. Britannica (англ.). Процитовано 1 липня 2024.